# Liste der Botschafter der Vereinigten Staaten in Honduras

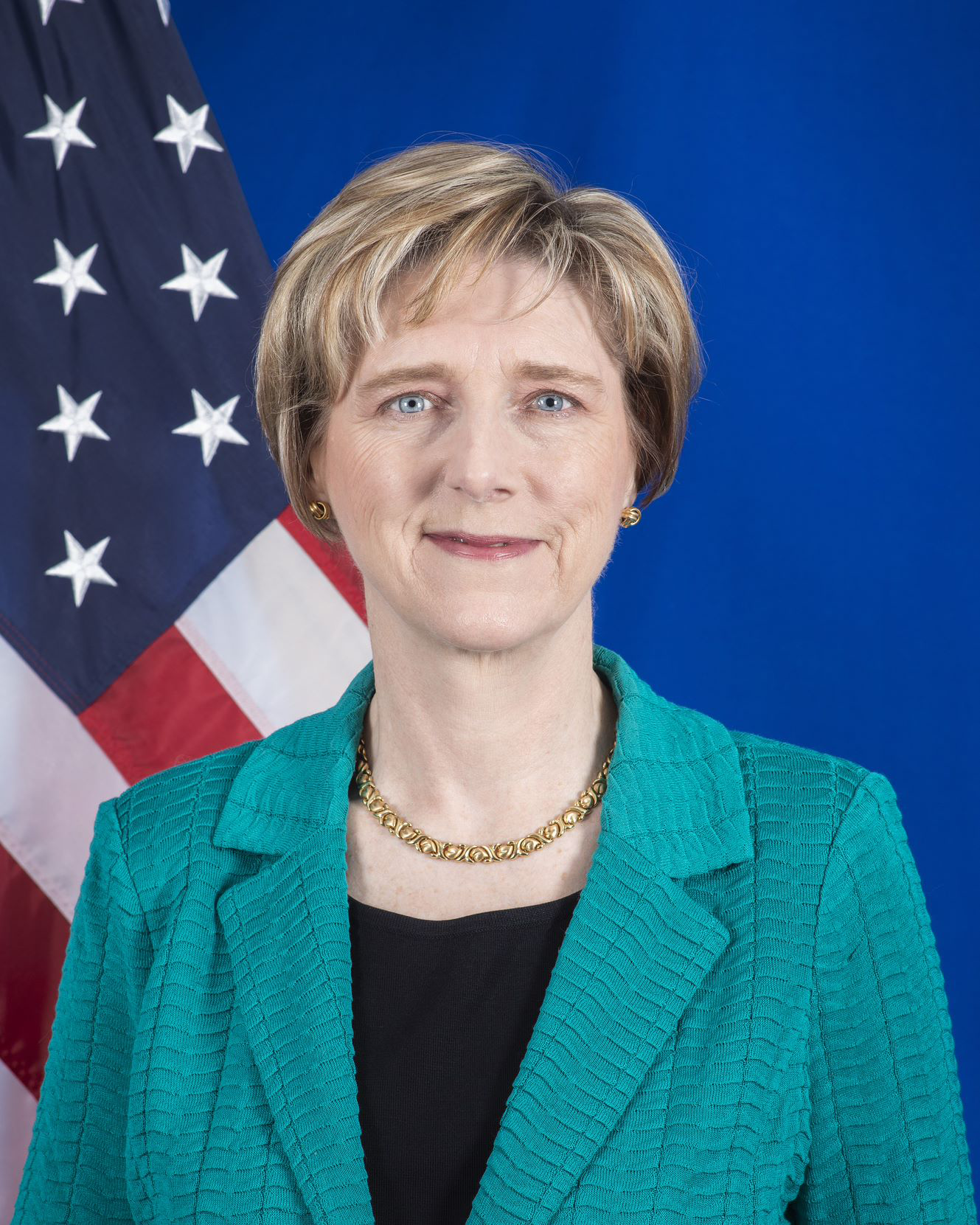
Laura F. Dogu, derzeitiger Botschafter in Kanada

Der Botschafter der Vereinigten Staaten von Amerika in Honduras ist der bevollmächtigte Botschafter der Vereinigten Staaten von Amerika in Honduras. Die Titel des Botschafters waren:
- 1858–1882: Minister Resident
- 1882–1943: Envoy Extraordinary and Minister Plenipotentiary
- 1943–dato: Ambassador Extraordinary and Plenipotentiary

## Botschafter
| Amtszeit  | Name                        | Bemerkungen |
| --------- | --------------------------- | --- |
| 1858–1860 | Beverly Leonidas Clarke     | Zeitgleich in Guatemala akkreditiert, stationiert in Guatemala-Stadt                                                             |
| 1862      | James Rudolph Partridge     | |
| 1864–1866 | Thomas Hart Clay            | |
| 1866–1869 | Richard Hilaire Rousseau    | |
| 1869–1873 | Henry Baxter                | |
| 1873–1879 | George McWillie Williamson  | Auch akkreditiert in Costa Rica, El Salvador, Guatemala und Nicaragua, stationiert in Guatemala-Stadt                            |
| 1879–1882 | Cornelius Ambrose Logan     | Auch akkreditiert in Costa Rica, El Salvador, Guatemala und Nicaragua, stationiert in Guatemala-Stadt                            |
| 1882–1889 | Henry Cook Hall             | Ab 1882 Envoy, auch akkreditiert in Costa Rica, El Salvador, Guatemala und Nicaragua, stationiert in Guatemala-Stadt             |
| 1891–1893 | Romualdo Pacheco            | Kurz auch akkreditiert in Costa Rica, El Salvador, Guatemala und Nicaragua, darauf nur Guatemala, stationiert in Guatemala-Stadt |
| 1893–1896 | Pierce Manning Butler Young | Auch in Guatemala akkreditiert, stationiert in Guatemala-Stadt                                                                   |
| 1899–1903 | Whiteside Godfrey Hunter    | Auch in Guatemala akkreditiert, stationiert in Guatemala-Stadt                                                                   |
| 1903–1907 | Leslie Combs                | Auch in Guatemala akkreditiert, stationiert in Guatemala-Stadt                                                                   |
| 1908–1909 | Henry Percival Dodge        | Auch in El Salvador akkreditiert, stationiert in San Salvador                                                                    |
| 1909–1910 | Philip Marshall Brown       | |
| 1910–1911 | Fenton Reuben McCreery      | |
| 1911–1913 | Charles Dunning White       | |
| 1913–1918 | John Ewing                  | |
| 1918–1919 | Thomas Sambola Jones        | 1920 zu Persona non grata erklärt                                                                                                |
| 1922–1925 | Franklin E. Morales         | |
| 1925–1929 | George Thomas Summerlin     | |
| 1930–1935 | Julius Gareche Lay          | |
| 1935–1937 | Leo John Keena              | |
| 1937–1947 | John Draper Erwin           | Ab 1943 Botschafter |
| 1947      | Paul Clement Daniels        | |
| 1948–1950 | Herbert S. Bursley          | |
| 1951–1954 | John Draper Erwin           | |
| 1954–1958 | Whiting Willauer            | |
| 1958–1960 | Robert Newbegin II          | |
| 1960–1965 | Charles Robert Burrows      | |
| 1965–1969 | Joseph John Jova            | |
| 1969–1973 | Hewson Anthony Ryan         | |
| 1973–1976 | Phillip Victor Sanchez      | |
| 1976–1977 | Ralph Elihu Becker          | |
| 1977–1980 | Mari-Luci Jaramillo         | |
| 1980–1981 | Jack Robert Binns           | |
| 1981–1985 | John Dimitri Negroponte     | |
| 1985–1986 | John Arthur Ferch           | |
| 1986–1989 | Everett Ellis Briggs        | |
| 1990–1993 | Cresencio S. Arcos Jr.      | |
| 1993–1996 | William T. Pryce            | |
| 1996–1999 | James Francis Creagan       | |
| 1999–2002 | Frank Almaguer              | |
| 2002–2005 | Larry Leon Palmer           | |
| 2005–2008 | Charles A. Ford             | |
| 2008–2011 | Hugo Llorens                | |
| 2011–2014 | Lisa J. Kubiske             | |
| 2014–2017 | James D. Nealon Jr.         | |
| 2017–2019 | Heide B. Fulton             | Chargé d’Affaires ad interim |
| 2019–2022 | Colleen A. Hoey             | Chargé d’Affaires ad interim |
| 2022–     | Laura F. Dogu               | |